# Lee Hodges
Lee Leslie Hodges (Epping, 4 settembre 1973) è un allenatore di calcio ed ex calciatore inglese, di ruolo centrocampista.

## Carriera

### Giocatore
Esordisce tra i professionisti all'età di 19 anni con la maglia del Tottenham, con cui nella stagione 1992-1993 gioca 4 partite nella prima divisione inglese (che peraltro rimarranno le sue uniche in carriera in tale categoria); nella stessa stagione trascorre poi anche un periodo in prestito al Plymouth, con cui realizza 2 reti in 7 presenze in terza divisione. L'anno seguente rimane in rosa agli Spurs senza giocare ulteriori partite ufficiali, e nel finale di stagione trascorre un periodo in prestito al Wycombe, con cui gioca 4 partite in quarta divisione.
Nell'estate del 1994 si trasferisce a titolo definitivo al Barnet, club di quarta divisione, con cui trascorre un triennio giocando stabilmente da titolare in questa categoria, per complessive 104 presenze e 26 reti in incontri di campionato; passa quindi al Reading, con cui nella stagione 1997-1998 realizza 6 reti in 24 presenze in seconda divisione. Gioca poi con i Royals anche nel triennio successivo, trascorso integralmente in terza divisione, nel corso del quale mette a segno in totale 3 reti in 55 partite di campionato. Nell'estate del 2001 fa invece ritorno al Plymouth, club che nel frattempo era sceso in quarta divisione: nella sua prima stagione in squadra contribuisce con 6 reti in 45 partite alla vittoria del campionato. Nella stagione 2003-2004 vince invece il campionato di terza divisione, giocando quindi in seconda divisione dal 2004 al 2008, per un totale di 74 presenze in questa categoria e di 195 presenze e 11 reti in incontri di campionato con i Pilgrims tra il 2001 ed il 2008.
Nell'estate del 2008 scende in Conference National (quinta divisione e più alto livello calcistico inglese al di fuori della Football League) al Torquay Utd, con cui vince i play-off e conquista quindi una promozione in quarta divisione; negli ultimi tre mesi della stagione 2009-2010 gioca poi in prestito in settima divisione ai semiprofessionisti del Truro City, di cui in seguito tra il 2010 ed il 2013 è contemporaneamente giocatore ed allenatore. Nel settembre del 2020 torna per un breve periodo in attività con i dilettanti del Plymouth Marjon, club di decima divisione, con cui nel 2021 gioca anche 6 partite, all'età di 48 anni.
In carriera ha totalizzato complessivamente 393 presenze e 48 reti nei campionati della Football League.

### Allenatore
Dopo la prima esperienza al Truro City (nella quale aveva anche conquistato una promozione dalla settima alla sesta divisione) ed un periodo da vice allenatore al Torquay United (tra il 2014 ed il 2015), ha allenato nuovamente il club anche tra il 2016 ed il 2018, dimettendosi dall'incarico dopo poche partite dall'inizio della stagione 2018-2019.

## Palmarès

### Giocatore

#### Competizioni nazionali
- Second Division: 1

Plymouth: 2003-2004
- Campionato inglese di quarta divisione: 1

Plymouth: 2001-2002

#### Individuale
- Squadra dell'anno della PFA: 3

2000-2001 (Division Three), 2001-2002 (Division Three), 2001-2002 (Division Three)

### Allenatore

#### Competizioni nazionali
- Southern Football League: 1

Truro City: 2010-2011